# Phasia aeneoventris
Phasia aeneoventris là một loài ruồi trong họ Tachinidae.